# Niżnij Sajantuj
Niżnij Sajantuj (ros. Нижний Саянтуй) – wieś w Rosji, w Buriacji, w rejonie tarbagatajskim. W 2010 liczyła 2829 mieszkańców.